# Gymnopleurus thelwalli
Gymnopleurus thelwalli là một loài bọ cánh cứng trong họ Bọ hung (Scarabaeidae).